# 前田正勝
前田 正勝（まえだ まさかつ、天正9年（1581年） - 慶長18年11月21日（1613年12月22日））は、安土桃山時代から江戸時代初期にかけての武将。前田玄以の次男（三男ともいわれる）。通称は半十郎、半右衛門。正室は小野四郎右衛門の娘。子に前田正信、前田勝次。

## 生涯
天正9年（1581年）、前田玄以の次男（三男ともいわれる）として誕生した。 母は村井貞勝の娘。兄姉に三条西実条室、堀尾忠氏室、石川忠総室、一瀬仁左衛門（堀尾氏家臣）室、前田茂勝、妹に稲葉貞通室がいる。
慶長5年（1600年）、徳川家康の会津征伐に参加し、小山評定ののち、父・玄以が大坂城に在城していたために関ヶ原の戦いでは江戸に留め置かれた。慶長7年（1602年）、丹波国桑田・船井両郡において1000石を賜る。
慶長18年（1613年）、33歳で死去し、子の正信が跡を継いだ。